# Peter Kassovitz
Pour les articles homonymes, voir Kassovitz.
 (avril 2017).
Si vous disposez d'ouvrages ou d'articles de référence ou si vous connaissez des sites web de qualité traitant du thème abordé ici, merci de compléter l'article en donnant les références utiles à sa vérifiabilité et en les liant à la section « Notes et références ».
Peter Kassovitz est un réalisateur, scénariste, acteur et producteur français, né le 17 novembre 1938 à Budapest en Hongrie.

## Biographie
Peter Kassovitz est né en 1938 en Hongrie dans une famille juive ashkénaze. Son père Félix Kassowitz est un dessinateur hongrois connu sous le pseudonyme « Kasso ». L'un de ses dessins est ultérieurement utilisé comme logo de Kasso Inc., société créée par Peter Kassovitz et son fils Mathieu Kassovitz.
En 1956, à dix-huit ans, au moment de la révolution hongroise, il quitte son pays pour la France. Son orientation vers le cinéma s'est faite par élimination : « rien d'autre ne m'intéressait » écrira-t-il.
Après un échec au concours de l'Institut des hautes études cinématographiques (IDHEC), il travaille comme assistant de l'opérateur Jean Badal (directeur photo sur les films de Jacques Tati, Jacques Deray, Jean-Pierre Mocky…). En parallèle, il réalise des films expérimentaux avec le service de recherche de l'Office de radiodiffusion-télévision française (ORTF).
Sa formation par l'assistanat le fait devenir opérateur sur des courts métrages ou des documentaires. À partir de 1959, par ses premières réalisations, il aborde tous les genres au cinéma comme à la télévision : films d'animation, films industriels, films publicitaires, documentaires, reportages, films d'art, etc.
À partir de 1976, sans délaisser les autres formats, il s'oriente vers la fiction avec trois longs métrages pour le cinéma :
- Au bout du bout du banc (1979) avec Jane Birkin, Victor Lanoux et Georges Wilson ; écrit en collaboration avec Chantal Rémy et Élie Pressmann ;
- Drôles d'oiseaux (1991) avec Bernard Giraudeau, Patrick Chesnais, Ticky Holgado ; écrit en collaboration avec Pierre Geller ;
- Jakob le menteur (Jakob the liar) (1998) avec Robin Williams, Armin Mueller-Stahl, Alan Arkin ; d'après un roman de Jurek Becker adapté en collaboration avec Didier Decoin.

### Vie privée
Peter Kassovitz est le père du réalisateur, scénariste, acteur et producteur Mathieu Kassovitz.

## Filmographie

### En tant que réalisateur

#### Cinéma
- 1964 : Les Chemins de la fortune
- 1969 : La Montre
- 1978 : Jeudi 7 avril
- 1979 : Au bout du bout du banc
- 1993 : Drôles d'oiseaux
- 1999 : Jakob le menteur (Jakob the Liar)

#### Télévision

##### Téléfilms
- 1973 : Le Canari
- 1977 : Jérusalem de l'autre côté de la rue
- 1979 : La Vie séparée
- 1981 : La Guerre des insectes
- 1982 : La France de Joséphine (collection Caméra une première)
- 1982 : Fausses notes
- 1983 : Dans la citadelle
- 1984 : Une femme jalouse
- 1985 : L'Énigme blanche
- 1986 : Mariage blanc
- 1987 : Opération Ypsilon
- 1987 : La Reine de la jungle
- 1989 : Des voix dans la nuit - Les mains d'Orlac
- 1990 : Les Cadavres exquis de Patricia Highsmith (épisode Pour le restant de leurs jours
- 1990 : Stirn et Stern
- 1990 : Embuscades téléfilm avec Claude Rich et Jean-Yves Berteloot
- 1995 : Bonjour tristesse
- 1996 : La Rançon du chien
- 1997 : Faussaires et assassins (collection L'Histoire du samedi)
- 2003 : Orages
- 2004 : Si c'est ça la famille ; (autre nom : Façades)"
- 2004 : Les Femmes d'abord
- 2007 : Le Sang noir

##### Séries télévisées
- 1977 : Brigade des mineurs, épisode Une absence prolongée
- 1978 : Médecins de nuit, épisode Hélène
- 1980 : Histoires étranges, épisode La Morte amoureuse
- 1980 : Médecins de nuit, épisodes L'Usine Castel et Un plat cuisiné
- 1985 : Clémence Aletti
- 1989 : Coplan, épisode L'Ange et le Serpent
- 1990 : Les Cadavres exquis de Patricia Highsmith, épisode Pour le restant de leurs jours
- 1993 : Des héros ordinaires, épisode Contrôle d'identité
- 1996 : Les Bœuf-carottes, épisode Sonia
- 2000 : H, épisodes Une histoire d'uniforme, Une histoire d'appartement, Une histoire d'enlèvement et Une histoire de fauteuil
- 2006 : Beau masque

### En tant que scénariste

#### Cinéma
- 1979 : Au bout du bout du banc
- 1993 : Drôles d'oiseaux

#### Télévision
- 1973 : Le Canari
- 1983 : Dans la citadelle
- 1986 : Mariage blanc
- 1990 : Stirn et Stern
- 1991 : Un cœur à prendre
- 1996 : La Rançon du chien
- 1997 : Faussaires et assassins
- 2003 : Orages
- 2004 : Si c'est ça la famille
- 2006 : Beau masque

### En tant qu’acteur
- 1962 : Vivre sa vie : Film en douze tableaux de Jean-Luc Godard : le jeune homme
- 1967 : Le Mur de Serge Roullet : un officier
- 1993 : Métisse de Mathieu Kassovitz : le professeur universitaire
- 1995 : La Haine de Mathieu Kassovitz : le propriétaire de la galerie d'art
- 1997 : Assassin(s) de Mathieu Kassovitz : le philosophe au journal de 20 heures

### En tant que producteur
- 2006 : Les Paumes blanches (Fehér tenyér)